# Ministère du Développement régional et de l'Infrastructure
Le ministère du Développement régional et de l'Infrastructure de Géorgie (en géorgien: საქართველოს რეგიონული განვითარებისა და ინფრასტრუქტურის სამინისტრო) est une agence gouvernementale du Cabinet de Géorgie chargé du développement régional et de l’infrastructure, ainsi que de la réglementation des activités dans le secteur de la Géorgie. 
Le ministère est actuellement[Quand ?] dirigé par Irakli Karseladze.

## Histoire
Le ministère a été créé sur la base d'une ancienne agence gouvernementale appelée ministère d'État pour les questions de gestion régionale le 2 février 2009, conformément à l'article 81 (2) de la Constitution et à la loi géorgiennes sur la structure, les pouvoirs et l'ordre des activités du gouvernement géorgien. Un organisme d'État distinct, l'Administration des transports unis et le Département des routes, a été supprimé et son domaine d'activité transféré au ministère nouvellement créé. Le ministère est financé par le budget de l'État. Davit Tkechelachvili a été le premier ministre à occuper ce poste.

## Structure
Le ministère supervise le développement des régions et de l’infrastructure dans tout le pays, y compris la modification et la modernisation des réseaux routiers d’État d’importance internationale et nationale. Il est également responsable des activités de suivi des travaux d'architecture et de construction en Géorgie. Le ministère publie des propositions et des projets sur la modernisation des infrastructures géorgiennes, qui sont ensuite examinés par le Parlement géorgien. L’agence est composée du Bureau du Ministre, du Département administratif, du Département de l’inspection générale, du Département de l’appui juridique et des réformes, du Département du développement régional, du Département des relations publiques, du Bureau de coordination de la mobilisation et de la rédaction militaire, du Bureau des relations internationales, ainsi que ses subdivisions (Département des routes automobiles de Géorgie, Administration des transports et Inspection principale des constructions architecturales).